# Pseudoblennius
Pseudoblennius is een geslacht van straalvinnige vissen uit de familie van donderpadden (Cottidae).

## Soorten
De volgende soorten zijn bij het geslacht ingedeeld:
- Pseudoblennius argenteus (Döderlein, 1887)
- Pseudoblennius cottoides (Richardson, 1848)
- Pseudoblennius marmoratus (Döderlein, 1884)
- Pseudoblennius percoides (Günther, 1861)
- Pseudoblennius totomius (Jordan & Starks, 1904)
- Pseudoblennius zonostigma (Jordan & Starks, 1904)